# Bavaro
Bavaro is een Belgisch bier. Het bier wordt gebrouwen door Brouwerij Haacht te Boortmeerbeek. Het is een blond tafelbier met een alcoholpercentage van 3,6%, dus iets lager dan de traditionele pils.